# Kajhu
Kajhu is een bestuurslaag in het regentschap Aceh Besar van de provincie Atjeh, Indonesië. Kajhu telt 5501 inwoners (volkstelling 2010).